# Villanueva de las Cruces (kommunhuvudort)
Villanueva de las Cruces är en kommunhuvudort i Spanien.   Den ligger i provinsen Provincia de Huelva och regionen Andalusien, i den sydvästra delen av landet, 400 km sydväst om huvudstaden Madrid. Villanueva de las Cruces ligger 122 meter över havet och antalet invånare är 417.
Terrängen runt Villanueva de las Cruces är platt. Runt Villanueva de las Cruces är det glesbefolkat, med 16 invånare per kvadratkilometer. Närmaste större samhälle är Alosno, 11,9 km sydväst om Villanueva de las Cruces. Omgivningarna runt Villanueva de las Cruces är huvudsakligen savann.